# Nodame Cantabile
Nodame Cantabile (のだめカンタービレ, Nodame Kantābire) est un manga écrit et dessiné par Tomoko Ninomiya. Il a été prépublié entre juillet 2001 et octobre 2009 dans le magazine Kiss de l'éditeur Kōdansha et a été compilé en vingt-trois tomes. Une série dérivée nommée Nodame Cantabile: Opera Hen a ensuite vu le jour entre décembre 2009 et septembre 2010, amenant le nombre de volumes total de la série à vingt-cinq. La version française est éditée par Pika Édition.
Une adaptation en drama de 11 épisodes a été diffusée entre le 16 octobre et le 25 décembre 2006 sur Fuji TV, suivi par deux films live sorti respectivement en décembre 2009 et avril 2010. Une série télévisée d'animation répartie en trois saisons a également été produite par le studio J. C. Staff.

## Synopsis
Noda Megumi (dite Nodame) est une étudiante en piano de la prestigieuse école de musique Momogaoka. Plutôt négligée, désordonnée et extravagante, elle est autodidacte dans sa pratique pianistique. Sa mémoire auditive exceptionnelle lui permet de retranscrire sur le clavier des œuvres musicales qu’elle n’a entendu qu’une seule fois. Elle ignore les partitions, ce qui mène à des interprétations peu fidèles, compensées cependant par une technique et un toucher excellents.
Un soir, elle trouve son voisin de palier endormi et ivre devant sa porte. Elle décide de l’héberger. Il s’agit de Shin’ichi Chiaki, pianiste et violoniste talentueux, perfectionniste et un brin hautain. À son réveil, le garçon s’enfuit effrayé et surpris. Ils se retrouvent dans la même leçon particulière de piano, et exécutent un duo brillant. Nodame tombe amoureuse de Shin’ichi, sans réciprocité, ce dont elle se contente…
Shin’ichi, fils d’un célèbre pianiste, a passé son enfance en Europe (Prague, Paris, Berlin, Vienne…) ; il a sympathisé avec Sebastiano Viera, un éminent chef d’orchestre et envisage à son tour ce métier.
En cours d’année, un chef d’orchestre allemand renommé, Franz von Stresemann, rejoint l’académie Momogaoka pour y enseigner. Shin’ichi, après moult péripéties, en vient à assister Stresemann dans la création et la direction d’un orchestre.
Nodame est un personnage attachant à l’antithèse de Shin’ichi. Ils vont cependant se rapprocher et s’enrichir mutuellement. On les suivra dans leur parcours relationnel et musical…

## Manga
Le manga, écrit et dessiné par Tomoko Ninomiya, a été prépublié entre juillet 2001 et octobre 2009 dans le magazine Kiss de l'éditeur Kōdansha. Le premier volume relié est sorti le 11 janvier 2002 et le vingt-troisième clôturant la série le 27 novembre 2009. Une série dérivée nommée Nodame Cantabile: Opera Hen a ensuite vu le jour entre décembre 2009 et septembre 2010, et a été compilé en deux volumes,. Plusieurs artbooks, fanbooks, et autres produits dérivés ont également vu le jour.
La version française est éditée par Pika Édition. Le manga a reçu en 2004 le prix du manga de son éditeur Kōdansha dans la catégorie shōjo.
Une édition deluxe en 13 tomes est parue au Japon entre septembre 2021 et septembre 2022. Elle est actuellement en cours de parution chez Pika Edition depuis février 2024 dans la collection Pika Masterpiece.

## Adaptations

### Drama
La version drama conserve le style complètement déjanté, avec la présence d’effets spéciaux « cartons pâtes », de gros plans et « combats », de certaines mimiques ou décorations caricaturées, à l’image des mangas reliés. Le cadre musical et les orchestres sont très fidèles aux orchestres réels, la musique est d’autant plus intense que les morceaux joués sont écrits par de grands compositeurs (Mozart ou Chopin entre autres).
À la suite du succès énorme du drama, deux épisodes spéciaux de plus d’une heure font suite et se déroulent en Europe entre Prague et Paris. Cette saison “spéciale” se nomme Nodame Cantabile Shinshun Special et a été diffusée au Japon le 4 et 5 janvier 2008 à 21 h 30.

#### Fiche technique
- Titre original : Nodame Cantabile
- Genre : Comédie, Musique, Romance
- Année de production : 2006[10]
- Nombre d’épisodes : 11 + 2 spéciaux (2008)
- Studio : Fuji TV
- Origine : Ninomiya Tomoko (manga)
- Musique : Hattori Takayuki
- Directeur : Takeuchi Hideki, Kawamura Yasuhiro
- Producteurs : Wakamatsu Hiroki, Shimizu Kazuyuki
- Autre : série animée de 23 épisodes
- Générique d’ouverture : “Symphonie Nº 7 en A majeur” par Beethoven
- Générique de fermeture : Rhapsody in Blue par George Gershwin, arrangé par Hattori Takayuki

### Anime
Paru en 2007, l’anime de Nodame Cantabile se compose de 23 épisodes de 25 minutes. Il retrace fidèlement l’histoire du manga jusqu’au tome 9. La version anime a l’avantage de permettre d’écouter tout au long des épisodes des extraits de pièces de musique classique, entre autres de Mozart, Beethoven, Chopin, Bartók, Rachmaninov, Liszt, Schubert, Schumann… Un épisode spécial intitulé Nodame Cantabile Special Lesson a été diffusé le 16 février 2008.
Une deuxième saison a vu le jour en octobre 2008 au Japon, s’intitulant Nodame Cantabile: Paris-Hen et composée de 11 épisodes. La majeure partie de l’histoire se passe en France et en Europe. À noter le générique de fin, chanté en français. Un épisode spécial a également été diffusé pour cette saison le 10 août 2009.
La troisième et dernière saison, Nodame Cantabile Finale, a été diffusée au Japon à partir du 14 janvier 2010. L’histoire reprend là où la seconde saison s’est arrêtée et se déroule également à Paris. Un épisode spécial prenant place avant la saison est disponible sur le DVD de la série. Un deuxième OAV écrit par Ninomiya Tomoko est sorti le 26 avril 2010.

### Films
Afin de conclure la série Nodame Cantabile écrite par Tomoko Ninomiya, deux longs métrages de cinéma ont été annoncés en décembre 2008.
Le premier intitulé Nodame Cantabile: Saishū Gakushō Zen-Pen est sorti au Japon le 19 décembre 2009 et le second intitulé Nodame Cantabile Saishū Gakushō Kou-Hen le 17 avril 2010.

### Distribution
|                        | Drama et films     | Anime              |
| ---------------------- | ------------------ | ------------------ |
| Megumi Noda aka Nodame | Juri Ueno          | Ayako Kawasumi     |
| Shin’ichi Chiaki       | Hiroshi Tamaki     | Tomokazu Seki      |
| Ryutaro Mine           | Eita               | Shinji Kawada      |
| Saiko Tagaya           | Misa Uehara        | Hitomi Nabatame    |
| Kiyora Miki            | Asami Mizukawa     | Sanae Kobayashi    |
| Masumi Okuyama         | Keisuke Koide      | Yoshinori Fujita   |
| Yasunori Kuroki        | Seiji Fukushi      | Masaya Matsukaze   |
| Mamoru Ōkōchi          | Yūya Endō          | Takayuki Kondō     |
| Sakura Saku            | Saeko              | Mamiko Noto        |
| Reina Ishikawa         | Mayuko Iwasa       | Saeko Chiba        |
| Makiko Tanaka          | Yukina Takase      | Kumiko Higa        |
| Keiji Tamaki           | Kōen Kondō         | Kiyotaka Furushima |
| Yōhei Hashimoto        | Makoto Sakamoto    | Tatsuo Suzuki      |
| Moe Suzuki             | Rinako Matsuoka    | Ryōka Yuzuki       |
| Kaoru Suzuki           | Emiko Matsuoka     | Ryōko Ono          |
| Kazushi Iwai           | Takashi Yamanaka   | Yūichi Nakamura    |
| Shizuka Kinjo          | Kinako Kobayashi   | Uko Tachibana      |
| Yuki Inoue             | Aki Fukada         |                    |
| Kanai                  | Tenten Kojima      |                    |
| Tatsumi Mine           | Masato Ibu         | Chō                |
| Keeko Kawano           | Hiroko Hatano      | Takako Honda       |
| Minako Momodaira       | Kumiko Akiyoshi    | Miyuki Ichijō      |
| Kozo Eto               | Kōsuke Toyohara    | Kazuya Nakai       |
| Hajime Tanioka         | Masahiko Nishimura | Mitsuru Ogata      |
| Franz von Stresemann   | Naoto Takenaka     | Shinji Ogawa       |

## Jeux vidéo
Un jeu Nodame Cantabile est sorti sur Nintendo DS et PlayStation 2 en 2007.
Nodame Cantabile: Dream Orchestra est sorti sur Wii la même année. Le jeu est édité par Namco Bandai et disponible uniquement au Japon, il consiste à utiliser la Wiimote et le Nunchuk pour simuler les gestes des musiciens utilisant des instruments de musique classique.
Un autre jeu est sorti en 2010 sur Nintendo DS sous le titre Nodame Cantabile Tanoshii Ongaku no Jikan desu.

### Documentation
- Hervé Brient, « Nodame Cantabile », dans Manga 10 000 Images n°3, Versailles : Éditions H, septembre 2010, p. 200-201.